# Walter Hagemann
Walter Hagemann (* 16. Januar 1900 in Euskirchen; † 16. Mai 1964 in Potsdam) war ein deutscher Journalist und  Publizistikwissenschaftler.

## Beruf
Walter Hagemann studierte Politik, Geschichte, Philosophie und Volkswirtschaft an den Universitäten Münster, München und Leipzig. Er war Mitglied der katholischen Studentenverbindungen KStV Askania Berlin und KStV Teutonia Leipzig im KV. Er wurde 1921 oder 1922 bei Friedrich Meinecke promoviert. Seit 1923 als Journalist tätig, unternahm er mehrere Reisen nach Asien und Afrika und arbeitete als Redakteur für Außenpolitik ab 1927 bei der Germania, der in Berlin erscheinenden Tageszeitung der Zentrumspartei. 1934 bis zum Verbot von 1938 war er Chefredakteur der Germania. Danach arbeitete er als Herausgeber eines Auslands-Pressedienstes im „Büro Heide“, das dem Reichsministerium für Volksaufklärung und Propaganda unterstand. Das Büro wurde von dem deutschnationalen Presse- und Propagandafachmann Walther Heide geleitet, der sich als Präsident des „Deutschen Zeitungswissenschaftlichen Verbandes“ (DZV) mit den Nationalsozialisten arrangiert hatte. Im „Büro Heide“ wurden verschiedene Pressedienste und Auslandsbeteiligungen koordiniert, die nach außen nicht als direkte Unternehmungen des NS-Propagandaministeriums kenntlich werden sollten. So gab Hagemann im Auftrag des Propagandaministeriums den antisemitischen Welt-Presse-Dienst heraus. Die Beschäftigung Hagemanns mit zeitungswissenschaftlichen Fragen begann vermutlich im „Büro Heide“, das im Sommer 1944 als „nicht kriegswichtig“ geschlossen wurde.
Von Oktober 1945 arbeitete Hagemann zunächst als Redakteur der Neuen Zeitung in München. Im Frühjahr 1946 übernahm er die vakante Leitung des Instituts für Zeitungswissenschaft (später: Institut für Publizistik) an der Westfälischen Wilhelms-Universität in Münster und arbeitete parallel als Pressereferent der dortigen Bezirksregierung. Im Mai 1948 wurde er zum planmäßigen außerordentlichen Professor ernannt. Er gilt als einer der wegweisenden Fachgelehrten bei der Erweiterung der älteren Zeitungswissenschaft zur allgemeinen Publizistikwissenschaft. Zu seinen Schülern gehören Günter Kieslich, Winfried B. Lerg, Walter J. Schütz und Michael Schmolke. Hagemann, der sich sehr für den Kinofilm als gesellschaftliches Phänomen interessierte, war u. a. im Rat der Freiwilligen Selbstkontrolle der Filmwirtschaft tätig, den er aber aufgrund der Zulassung des umstrittenen Films „Die Sünderin“ verließ. Aus Hagemanns Filmseminar am Münsteraner Publizistik-Institut ging die einflussreiche Zeitschrift filmkritik hervor. 1956 begründete er gemeinsam mit Emil Dovifat die Fachzeitschrift Publizistik. 1951 zählte er zu den Gründungsmitgliedern der Kommission für Geschichte des Parlamentarismus und der politischen Parteien mit Sitz in Bonn.
Mit dem „Nestor der Zeitungswissenschaft“, Emil Dovifat, geriet Hagemann im Verlauf der 50er Jahre in deutliche politische und fachliche Konkurrenz. Durch seine Filmstudien, empirischen Erhebungen (Die soziale Lage des deutschen Journalistenstandes) und sein Standardwerk Publizistik im Dritten Reich (1948) hatte sich Hagemann als führender Vertreter der damaligen Publizistikwissenschaft profiliert. In Hagemanns aufsehenerregender Schrift Dankt die Presse ab? (1957) fanden sich heftige Angriffe auf die Zeitungsverleger, während der in Berlin lehrende Dovifat eher ein partnerschaftliches Verhältnis mit den Verlegern propagierte. Eine Berufung Hagemanns an die Universität München war Mitte der 50er Jahre u. a. am Widerstand der Süddeutschen Zeitung gescheitert.
Aufgrund seines Engagements für die Bewegung „Kampf dem Atomtod“ und seiner Kontakte in die DDR wurde Hagemann 1959 durch den nordrhein-westfälischen Kultusminister Werner Schütz die Lehrbefugnis entzogen. Nach einem Prozess vor dem NRW-Landesverwaltungsgericht (Verurteilung zu „endgültiger Entfernung aus dem Dienst“ und „Verlust jeglicher Pensionsansprüche“) und der drohenden strafrechtlichen Verfolgung aufgrund einer „ehebrecherischen Beziehung“ mit einer Studentin flüchtete Hagemann am 14. April 1961 über Prag in die DDR, wo er noch bis 1964 eher pro forma einen Lehrstuhl für Politische Ökonomie an der Humboldt-Universität vertrat. Aufgrund seines schlechten Gesundheitszustandes war Hagemanns Emeritierung auf eigenen Antrag zum 1. September 1964 bereits beschlossene Sache, er verstarb jedoch an Herzversagen schon im Mai jenes Jahres. Sein Grab auf dem Friedhof an der Goethestraße in Potsdam-Babelsberg wurde im Sommer 2024 eingeebnet und der Grabstein entfernt.
Hagemanns Nachfolger als Direktor des Münsteraner Publizistik-Instituts, Hendricus „Henk“ Prakke, gab 1966 Hagemanns „Grundzüge der Publizistik“ neu kommentiert heraus. Ansonsten gerieten die Leistungen und die Biographie Hagemanns wegen seines Überwechselns in die DDR bis in die 1980er Jahre hinein weitgehend in Vergessenheit.

## Politische Karriere
Hagemann war in der Weimarer Republik Mitglied des Zentrums. Nach 1945 war er Gründungsmitglied der CSU, nach seinem Umzug nach Münster wechselte er dann zur CDU.
Nach Teilnahme an Versammlungen und Demonstrationen der damaligen bundesdeutschen außerparlamentarischen Opposition und politischen Auftritten in der DDR wurde er 1958 aus der CDU ausgeschlossen. Bereits 1954 wurde er Mitglied in dem national-neutralistischen Deutschen Klub 1954 von Karl Graf von Westphalen. 1962 wurde er Mitglied der Ost-CDU. 1961 wertete er den Bau der Berliner Mauer als „friedenssichernde Maßnahme“. Hagemann verfasste u. a. Artikel für die Deutsche Volkszeitung und das DDR-Blatt Neue Zeit.

## Veröffentlichungen (in Auswahl)
- Grundzüge der Publizistik. Münster 1947.
- Publizistik im Dritten Reich. Ein Beitrag der Methodik der Massenführung. Hamburg 1948.
- Die Zeitung als Organismus. Ein Leitfaden. Heidelberg 1950.
- Vom Mythos der Masse. Ein Beitrag zur Psychologie der Öffentlichkeit. Heidelberg 1951.
- Der Film. Wesen und Gestalt. Heidelberg 1952.
- Fernhören und Fernsehen. Eine Einführung in das Rundfunkwesen. Heidelberg 1954.
- (Hrsg.): Die soziale Lage des deutschen Journalistenstandes, insbesondere ihre Entwicklung seit 1945. Düsseldorf 1956.
- (Hrsg.): Die deutsche Zeitschrift der Gegenwart. Münster 1957.
- (Hrsg.): Dankt die Presse ab? München 1957.
- (Hrsg.): Filmbesucher und Wochenschau. Emsdetten 1959.
- Grundzüge der Publizistik. Als eine Einführung  in die Lehre von der sozialen Kommunikation neu herausgegeben von Henk Prakke unter Mitarbeit von Winfried B. Lerg und Michael Schmolke. Münster 1966.